# زمینه ژرف هابل

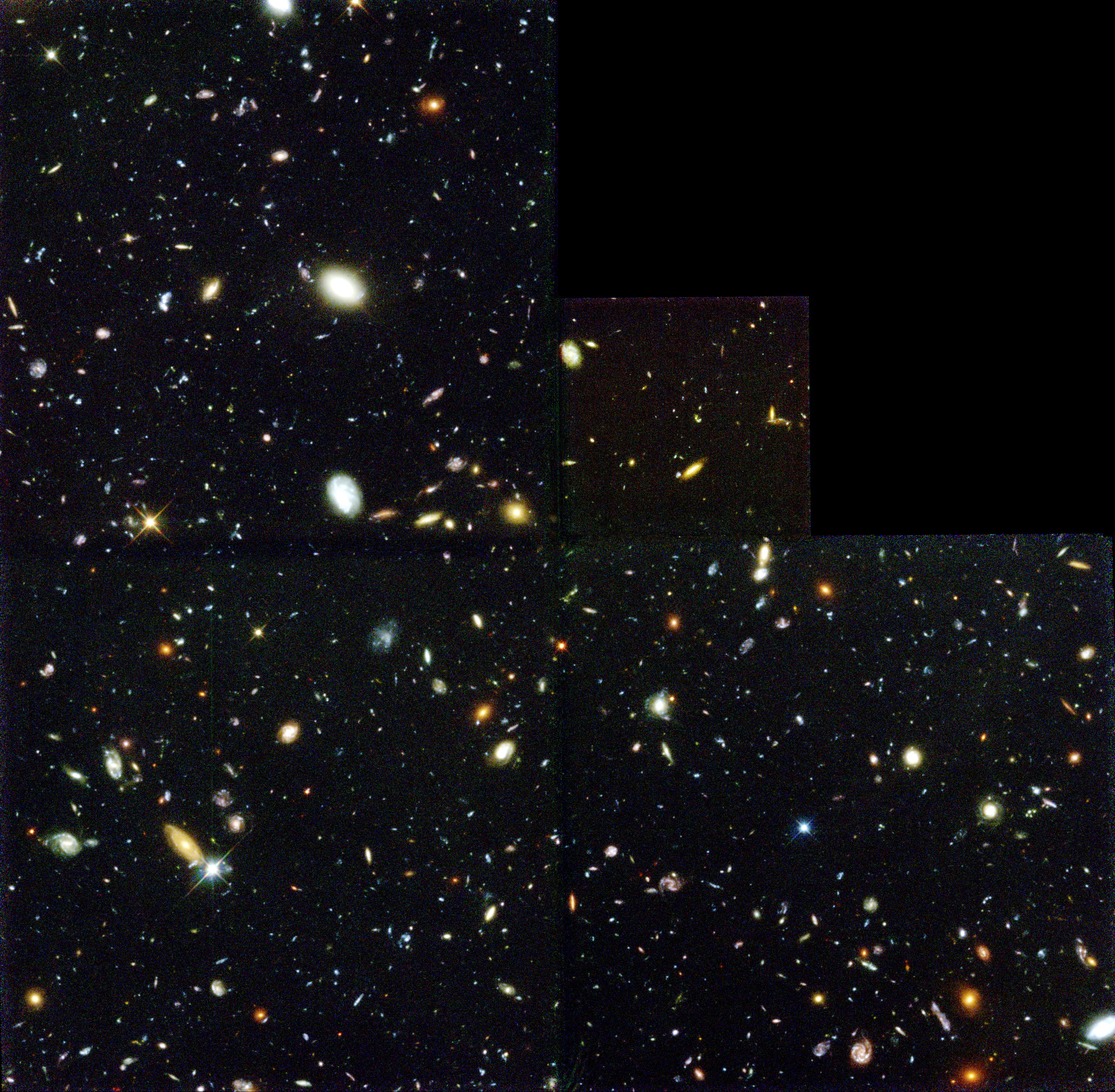

زمینه ژرف هابل تصویری است از قسمتی از صورت فلکی خرس بزرگ که بر اساس نتایج یک سری مشاهدات به وسیله تلسکوپ هابل گرفته شد. این تصویر به پهنای دانه نمک است اما شامل ۱۵۰۰ کهکشان می‌شود.
این تصویر از ۳۴۲ قطعه مجزا که به وسیله دوربین ژرف وسیع و نجومی ۲ در طول ده روز متوالی به دست آمد، تشکیل شده‌است.
این مراحل بین ۱۸ تا ۲۸ دسامبر سال ۱۹۹۵ (میلادی) انجام شد.